# Flueggea anatolica
Flueggea anatolica là một loài thực vật thuộc họ Euphorbiaceae. Đây là loài đặc hữu của Thổ Nhĩ Kỳ.